# 卫滨区
卫滨区，旧称新华区，是中华人民共和国河南省新乡市的一个市辖区。全区管辖1个镇，7个街道办事处，面积52平方公里，總人口約24万人。区人民政府驻人民路。

## 行政区划
卫滨区下辖7个街道办事处、1个镇：
胜利路街道、解放路街道、中同街街道、健康路街道、自由路街道、南桥街道、铁西街道和平原镇。

## 人口
根据全国第七次人口普查数据显示，截至2020年11月1日零时，卫滨区常住人口239956人。

## 交通
- 京广铁路：新乡站

## 著名景点
新乡市博物馆，姜太公故里。